# آر. نورمان وود
آر. نورمان وود (بالإنجليزية: R. Norman Wood)‏ هو مدرب رياضي أمريكي، ولد في القرن العشرين في ماربلهيد في الولايات المتحدة، وتوفي في 19 فبراير 2015.